# Шебекино
Шебекино (рус. Шебекино) град је у Русији у Белгородској области.

## Становништво
| 1939. | 1959.  | 1970.  | 1979.  | 1989.  | 2002.  | 2010.  |
| ----- | ------ | ------ | ------ | ------ | ------ | ------ |
| 9.400 | 13.907 | 25.956 | 39.538 | 44.552 | 45.119 | 44.277 |